# Tabûnat al-sayyid Fabre
At-Tahûna (àrab: الطاحونة, Aṭ-ṭāḥūna, ‘El molí’) o, en francès, Le Moulin de monsieur Fabre, ‘El molí del senyor Fabre’, és una pel·lícula algeriana escrita i dirigida per Ahmed Rachedi el 1983 i estrenada el 1986.

## Sinopsi
La pel·lícula se centra en els primers moments de l'administració independent d'Algèria després de la seva independència, fixant-se en una ciutat de l'est algerià. Mostra la inútil nacionalització del negoci d'un modest moliner, el senyor Fabre, interpretat per Jacques Dufilho.
Le Moulin de monsieur Fabre també planteja, a la seva manera, la qüestió del culte a la personalitat entre els líders del nacionalisme algerià.

## Repartiment
- Jacques Dufilho : M. Fabre
- Hassen Mustapha
- Sid Ahmed Agoumi
- Izzat el-Alaïli
- Hassan El-Hassani
- Taha el-Amiri
- Catherine de Seynes

## Premis
- Premi Tanit d'argent al Festival de Cinema de Cartago.